# آلن تاور واترمن
آلن تاور واترمن (انگلیسی: Alan Tower Waterman; ۴ ژوئن ۱۸۹۲ – ۳۰ نوامبر ۱۹۶۷) دانشمند در زمینه فیزیک بود.
وی همچنین برندهٔ جوایزی همچون نشان افتخار آزادی رئیس‌جمهوری شده‌است.